# ریزموش جزیره بولانژه
ریزموش جزیره بولانژه (نام علمی: Sminthopsis boullangerensis) نام یک گونه از سرده ریزموش‌ها است.